# Taganrog
Taganrog (russisk: Таганрог, tr. Taganrog) er en havneby og den næststørste by i Rostov oblast i Den Russiske Føderation. Taganrog blev grundlagt i 1698  og har 241.557 (2024) indbyggere. Byen ligger på nordkysten af Taganrog-bugten ved det Azovske Hav, nogle kilometer vest for Don-flodens udmunding, 1164 km syd for Moskva og knap 75 km vest for det administrative center i oblasten, Rostov ved Don.

## Geografi
Taganrog er en sydlige kystby, der ligger i den sydvestlige del af Rostov oblast. Byen er beliggende i den sydøstlige del af Miusskij halvøen, der stikker ud i Taganrog-bugten ved det Azovske Hav. Taganrog ligger på en slette med kuperet terræn, der tårner sig op over havets overflade til en højde af omkring 50 m. Byen gennemstrømmes af to mindre floder, Bolsjaja Tjerepakha og Malaja Tjerepakha. Floden Reka Valovaja, der også løber igennem Taganrog, er næsten helt rørlagt.

### Klima
Klimaet i Taganrog er relativt tørt, tempereret fastlandsklima. Den gennemsnitlig årlig temperatur er 10,3 °C. Den maksimalt målet lufttemperatur er 41 °C, det absolutte minimum er -32 °C. Der er kraftige vinde, undertiden ledsaget af flodbølger, der fører til oversvømmelse af kysten og jordskred .

## Historie
Byens historie går tilbage til slutningen af bronzealder/tidlig jernalder (mellem det 20. og 10. århundrede f.v.t.). Det var den tidligste græske bosættelse i den nordlige-vestlige Sortehavsregion, og blev nævnt af den græske historiker Herodot som Emporion Kremnos.
Den første russiske flåde base, Taganrog, blev officielt grundlagt af Peter den Store den 12. september 1698 og var base for Katarina den Stores (1770-1783) Azovske flåde. Flåden blev senere den russiske Sortehavs Flåde.
Den første borgmester i Taganrog var den norsk fødte borger fra Amsterdam Cornelis Cruys (Nils Olsen) (1655–1727). Han havde tjent flere i år i den hollandske marine og fik derfor en hurtig karriere i den russiske marine og i det russiske magtapparat, da den russiske zar Peter den Store i 1681 under sit besøg i Amsterdam hyrede Cruys og tog ham med til Zar-rusland.
Ved udgangen af 1700-tallet mistede Taganrog centrale rolle som militærbase efter Krim og det Azovske Hav blev en del af Det Russiske Kejserrige. I 1802 gjorde Alexander I byen til guvernements hovedsæde i Taganrog guvernement. Taganrog bevarede denne status indtil 1887. I 1818 og 1825 blev Alexander den 1. palads i Taganrog brugt som zarens sommerresidens, og Alexander I døde i paladset i november 1825.
Taganrog var vigtigt som en kommerciel havn. Ved udgangen af 1800-tallet og begyndelsen af 1900-tallet blev havnen benyttet til import og eksport af korn. Belgiske og tyske investorer grundlagde en kedelfabrik, et jern- og stålstøberi og et garveri. I 1911 var der femten udenlandske konsulater i byen.
I løbet af maj til august 1918 blev byen besat af tyske tropper under Kejser Wilhelm II. Under tysk beskyttelse etablerede General for de kontrarevolutionære styrker Anton Denikin sit hovedkvarter i Avgerino palæet i Taganrog. Da sovjetmagten blev etableret den 25. december 1919 blev Denikins tilbageværende tropper og det britiske konsulat evakueret af HMS Montrose. Byens arbejdersovjet fik fuld kontrol over byen den 17. december 1920 og byen sluttede den Ukrainske SSR som det administrative centrum i Taganrog okrug. Den blev dog overført til det Russiske SFSR sammen med Shakhty okrug den 1. oktober 1924.
Under Anden Verdenskrig blev Taganrog besat af nazityske tropper fra 1941 til 1943. To SS-divisioner marcherede ind i byen den 17. oktober 1941 efterfulgt af andre militære divisioner og byen led omfattende skade. Det lokale bystyre blev erstattet af "Bürgermeisteramt" eller "Ny russisk lokale regering". Taganrog blev befriet den 30. august 1943.

## Administrativ inddeling
Tekst mangler, hjælp os med at skrive teksten

## Økonomi
Taganrog er et industricenter i Rostov oblastet, med blandt andet flyvemaskineindustri, maskinbygning, automobil- metal- stål- og jernindustri, ingeniørtjenester, metalhandel og produktion, træforarbejdnings- og papirindustri, næringsmiddelindustri, lys- og kemisk industri og produktion af byggematerialer. Taganrogs foretagender og anlæg har en vigtig plads på det russiske marked, med Stålværk Taganrog og Krasnyj Kotelsjik som de største eksportører.
Taganrogs har en naturhavn, hvor trafikruter krydses, som bidrager til dynamikken i området.

### Naturressourcer i Taganrogområdet
Naturresourcerne i området omfatter: kul, naturgas, kalksten, kridt, sandsten, sand, ler og kvartsit.

## Kultur og uddannelse
Taganrog har mange museer og kunstgallerier, attraktioner og aktiviteter, blandt dem Tjekhov Dramatisk Teater, Tjekhovs Hus, Litteraturmuseet, Durov Museum, Kunstmuseet, Lokalhistorisk Museum, Arkitektonisk Museum og Alferakis Paladset. Byen ligger i et ferieområde på kysten af det Azovske Hav. Foruden badestrande er der en aquapark, sejlklub og andre underholdningsetablissementer.
Taganrog har et stort net af uddannelsesinstitutioner, fra Radioingeniør Universitetet og Pædagogisk Institut til tekniske fagskoler, gymnasier og mellemskoler.

## Personer med tilknytning til Taganrog
Personer som Aleksandr Pusjkin, Aleksandr I, Giuseppe Garibaldi, Pjotr Tjajkovskij, Achilles Alferaki og Arkhip Kuindzhi har tilknytning til Taganrog.
- Anton Tjekhov, forfatter, født i Taganrog.
- Alexandre Koyré, videnskabshistorier, født i Taganrog.

## Galleri
- Alferaki Paladset (1848).
- Taganrog Kunstmuseum (1870).
- Tjekhovs fødselhjem (1859)

## Venskabsbyer
Taganrog er venskabsby med:
- Cherven Bryag, Bulgarien (1963)
- Lüdenscheid, Tyskland (1991)
- Mariupol, Ukraine
- Odessa, Ukraine
- Badenweiler, Tyskland (2002)
- Jining, Shandong, Kina (2009)[5]
- Khartsyzk, Ukraine (2009)[6]
- Antratsyt, Ukraine (2012)[7]

## Ekstern henvisning
- Wikimedia Commons har flere filer relateret til Taganrog
- Taganrogs officielle hjemmeside (engelsk)
- Tagarogs officielle hjemmeside (russisk)